# Poecilohetaerus trivittatus
Poecilohetaerus trivittatus är en tvåvingeart som beskrevs av Schneider och Mcalpine 1979. Poecilohetaerus trivittatus ingår i släktet Poecilohetaerus och familjen lövflugor. Inga underarter finns listade i Catalogue of Life.